# Ron Simmons
Ron Simmons (Warner Robins, 15 maggio 1958) è un ex wrestler ed ex giocatore di football americano statunitense.
È riconosciuto come il primo campione del mondo di colore della storia del wrestling e il primo dei due afroamericani a vincere il WCW World Heavyweight Championship, assieme a Booker T. Simmons fu un All-American nel football per la Florida State University ed arrivò a giocare per i Cleveland Browns nella NFL e per gli Ottawa Rough Riders nella CFL.
Divenne un wrestler nel 1986 ed arrivò a lottare nella World Championship Wrestling con il suo vero nome ed in seguito nella World Wrestling Federation sia con il suo vero nome sia come Faarooq. Nella NWA e nella WWF/E ha inoltre dato vita a tag team di successo come i Doom, in coppia con Butch Reed, e gli Acolytes in seguito diventati A.P.A. (Acolytes Protection Agency) assieme a Bradshaw.

## Carriera nel Wrestling

### Doom (1989–1991)
Il maggior periodo di successo nel mondo del wrestling di Simmons, è quello passato ad inizio anni novanta nella World Championship Wrestling di proprietà Ted Turner. Nei primi tempi Simmons faceva coppia con Butch Reed, altro imponente wrestler di colore, nel formare il tag team denominato Doom. Inizialmente, i membri del Doom portavano delle maschere ed erano conosciuti solamente con i nomi di Doom numero 1 e Doom numero 2, e avevano come manager Woman. Al loro debutto in pay-per-view durante Halloween Havoc 1989, i Doom sconfissero gli Steiner Brothers. In un "Iron Team Tournament" a Starrcade (1989), i Doom finirono quarti, perdendo tutti e tre i loro match. Grazie al nuovo manager Teddy Long, riacquistarono credito e sconfissero nuovamente gli Steiner Brothers vincendo l'NWA World Tag Team Championship durante l'evento Capital Combat del 1990.
I due detennero le cinture di campioni per nove mesi, sconfiggendo avversari come i Rock 'n' Roll Express e la stable dei Four Horsemen capeggiata da Ric Flair. Tra gli incontri più memorabili avvenuti durante il loro regno da campioni ci fu uno street fight match contro Arn Anderson e Barry Windham a Starrcade 1990 che terminò in parità quando Windham schienò Simmons mentre Reed contemporaneamente schienava Anderson. Nel gennaio 1991, i Doom furono dichiarati i primi detentori delle neonate cinture WCW World Tag Team Championship, prima di perderle in favore dei Fabulous Freebirds a WrestleWar in febbraio. Successivamente, i Doom si sciolsero, Simmons diventò un "face" ed iniziò un feud con l'ex compagno Reed, sconfiggendolo durante un match nella gabbia alla prima edizione di SuperBrawl. Simmons batté anche altri numerosi wrestler minori o all'inizio di carriera come Oz e The Diamond Studd, poi sfidò senza successo il campione Lex Luger per il WCW World Heavyweight Championship a Halloween Havoc 1991, perdendo un Best-of-three-falls Match. In seguito Simmons passò la prima metà del 1992 scontrandosi con Cactus Jack, che riuscì a sconfiggere a SuperBrawl II.

### WCW World Heavyweight Champion e abbandono (1992)
Il 2 agosto 1992, era previsto un match per il titolo del mondo tra Sting e il campione Big Van Vader, ma a causa di un attacco a tradimento da parte di Jake "The Snake" Roberts, appena passato dalla WWF alla WCW, ai danni di Sting che aveva pesantemente infortunato lo sfidante (kayfabe), l'incontro non poté avere luogo e il presidente WCW Bill Watts indisse seduta stante una lotteria tra i pretendenti al titolo per trovare un sostituto da far combattere la sera stessa contro Vader. Simmons vinse la lotteria e riuscì a sconfiggere Big Van Vader grazie ad una Powerslam diventando campione. Sconfiggendo Vader, Simmons divenne il primo campione mondiale di colore della storia della NWA/WCW.
Simmons rimase campione per cinque mesi. Durante il regno si scontrò con Cactus Jack, Barbarian, e "Dr. Death" Steve Williams. Il 30 dicembre 1992, il regno di campione mondiale di Simmons ebbe fine quando Vader lo sconfisse riconquistando la cintura. Dopo la perdita del titolo, il profilo pubblico in WCW di Simmons ebbe un forte calo, e il wrestler fu relegato in incontri di secondaria importanza, diventando anche un mezzo heel perché il pubblico non lo sosteneva più come prima. Durante i suoi ultimi mesi in WCW Simmons sfidò senza successo Dustin Rhodes per il titolo US Championship e Paul Orndorff per il TV Championship Title. Poco tempo dopo lasciò la federazione.

### World Wrestling Federation/Entertainment (1996–2004)
Simmons entrò nella World Wrestling Federation debuttando il 22 luglio 1996, durante una puntata di Monday Night Raw. La sua prima gimmick fu quella di Faarooq Asaad, una specie di gladiatore antico spalleggiato dalla manager Sunny. Simmons iniziò il suo primo feud in WWF con Ahmed Johnson prima di cambiare il suo ring name semplicemente in Faarooq.

### Nation of Domination (1996–1998)
Come Faarooq, Simmons si sbarazzò del suo personaggio di gladiatore ed assoldò un nuovo manager, Clarence Mason, dando vita ad una stable conosciuta con il nome di Nation of Domination. La Nation of Domination erano un gruppo di wrestler organizzati sulla falsariga della Nation of Islam e delle Black Panthers, anche se i membri che ne facevano parte non erano esclusivamente di colore. Il gruppo si scontrò principalmente contro Ahmed Johnson, già vecchio nemico di Faarooq. La "guerra" tra Faarooq e Johnson incluse un match alla Royal Rumble 1997, dove vinse per squalifica, ed un altro a WrestleMania XIII nel quale Ahmed reclutò la Legion of Doom (Animal e Hawk) nella sua lotta contro l'intera Nation nella celebre "Chicago Street Fight", vinta da Johnson e dalla Legion of Doom. Il gruppo rimase unito fino a quando Faarooq non si arrabbiò con loro imputandogli di avergli fatto perdere l'occasione di vincere il titolo del mondo. Dopo che Simmons espulse Crush e Savio Vega dalla Nation, Crush e Vega formarono a loro volta delle proprie fazioni, conosciute rispettivamente come Disciples of Apocalypse e Los Boricuas. Le tre stable si scontrarono tra loro per tutto il 1997. All'inizio del 1998, la leadership di Simmons nella Nation of Domination venne usurpata da Rocky Maivia (il futuro The Rock), e Faarooq passò i restanti mesi dell'anno a scontrarsi con i suoi ex-compagni.

### The Acolytes/APA (1998–2004)
Dopo essere stato estromesso dalla Nation, Simmons fece coppia per breve tempo con 2 Cold Scorpio. A fine 1998, formò un tag team con Bradshaw chiamato "Hell's Henchmen". I due divennero membri della stable creata da The Undertaker, i "Ministry of Darkness", e furono rinominati "Acolytes", perché in pratica erano gli "accoliti" del "sacerdote del Male" Undertaker. Gli Acolytes reclutarono a forza Phineas I. Godwinn e Mabel nei Ministry of Darkness rapendoli e facendo loro il lavaggio del cervello, e in generale si scontravano con chi infastidiva Undertaker, come la D-Generation X e la stable The Brood (quest'ultima confluirà a sua volta nei Ministry poco dopo).
Quando Undertaker si infortunò a fine 1999, i Ministry of Darkness si sciolsero. Simmons e Bradshaw continuarono a combattere in coppia, adottando la gimmick delle rudi guardie del corpo mercenarie, amanti della birra e dei sigari, diventando dei face. Il tag team si rinominò Acolytes Protection Agency. In questo periodo, Simmons inizierà ad usare la sua esclamazione caratteristica "DAMN!" (DANNAZIONE!), che sarà enfatizzata sempre di più a causa del successo riscosso presso i fan. Nella puntata di Raw del 2 aprile 2001, gli A.P.A. e Test, sconfissero i Radicalz.
Gli APA durarono fino al 2002, quando Simmons, per effetto di un draft, venne spostato nel roster di SmackDown. Successivamente, Simmons iniziò a combattere utilizzando di nuovo il suo vero nome poiché era stato scoperto che esisteva un campo di addestramento per terroristi di Al-Qaeda chiamato "All-Faarooq" e la cosa sembrava sconveniente. Simmons ebbe una breve esperienza da heel quando fece squadra con il reverendo D-Von fino a quando non lasciò nel dicembre 2002, ma nel giugno 2003 tornò alla WWE con Bradshaw e l'APA si riunì.
Nella sua ultima storyline della WWE , è stato licenziato dal General Manager di SmackDown! Paul Heyman dopo che l'APA ha perso un match per il WWE Tag Team Championship . Si è dato per scontato che l'APA fosse stato licenziato, ma Heyman ha detto a Bradshaw che gli era permesso di restare. Simmons si è ritirato dalla sua carriera sul ring, accusando Bradshaw di non essere un amico fedele nella storyline. In realtà, Simmons, che aveva pianificato di ritirarsi a causa della sua salute e della sua età, è diventato un agente nel backstage per la compagnia, ed è stato licenziato il giorno in cui questo angle è andato in onda su SmackDown !.

### Apparizioni sporadiche (2006–presente)
Dopo aver smesso di lottare sul ring, Simmons è rimasto per qualche anno dietro le quinte della WWE. Il 13 gennaio 2009 è stato licenziato in seguito all'ondata di licenziamenti da parte della federazione..

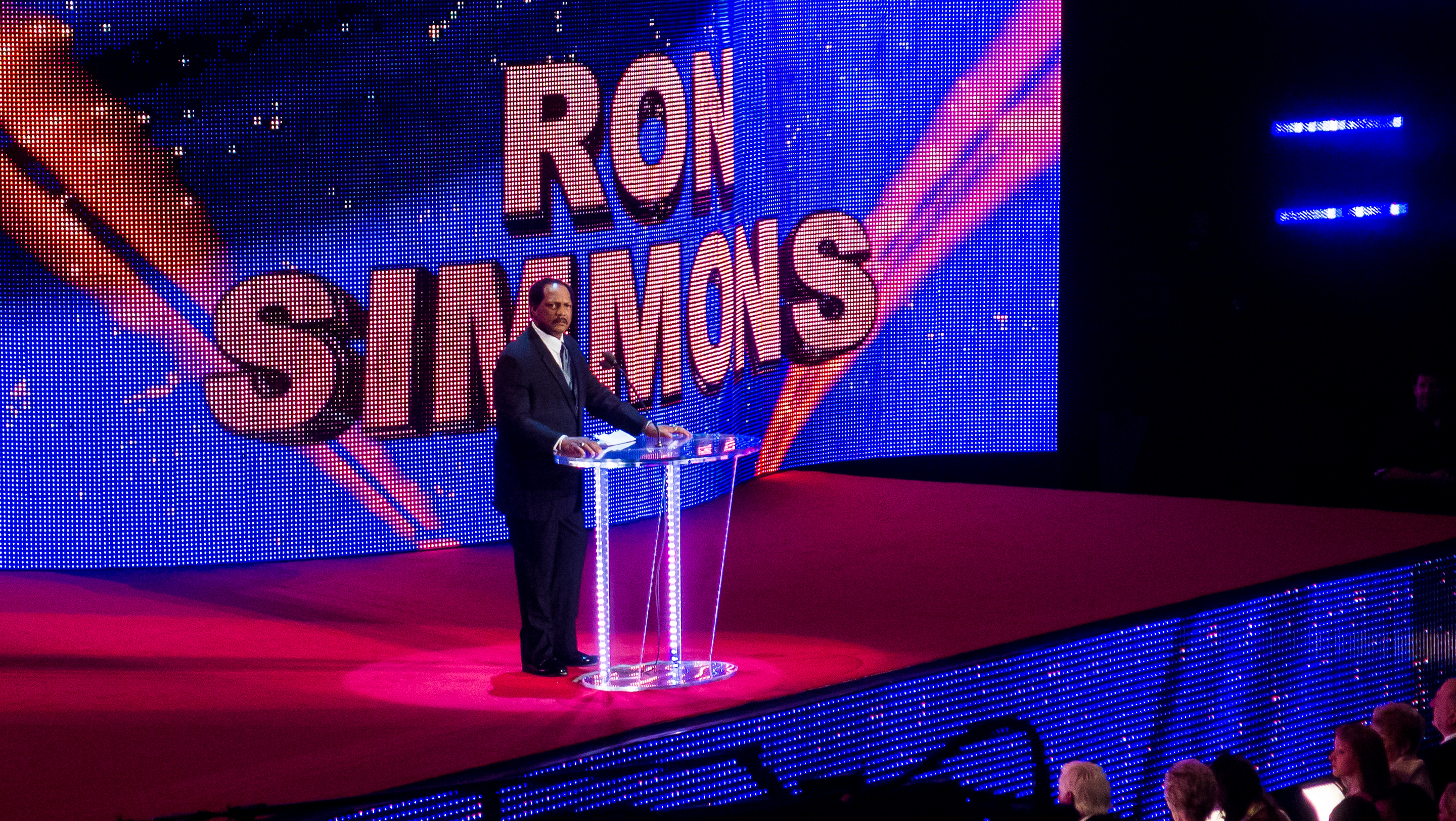
Ron Simmons viene introdotto nella WWE Hall of Fame

Nei primi mesi del 2012, è stata annunciata l'introduzione di Simmons nella WWE Hall of Fame. A introdurlo, il 31 marzo 2012, è stato il suo partner di vecchia data e migliore amico John "Bradshaw" Layfield. Nell'episodio di Raw 1000 Simmons riforma con Bradshaw l'A.P.A. per difendere Lita da Heath Slater. Bradshaw esegue una Clothesline From Hell e Faarooq conclude con il suo classico "DAMN!".
Nella puntata del 19 gennaio 2015 l'nWo (Kevin Nash, Scott Hall e X-Pac) sale sul ring per poi essere interrotti dagli Ascension tuttavia JBL si alza dal tavolo dei commentatori e sbottonandosi la camicia mostra una maglietta con il logo APA. Successivamente fa il suo ingresso Ron Simmons, i due si abbracciarono ed entrarono nel ring. Dopodiché entrano pure i New Age Outlaws (Billy Gunn e Road Dogg) e attaccano gli Ascension; dopo JBL si fa avanti, e colpisce Viktor con una Clothesline from Hell.
Simmons è apparso allo show Raw 25 Years il 22 gennaio 2018 e ha partecipato alla cerimonia della WWE Hall of Fame del 2018. È apparso anche allo show Raw Reunion il 22 luglio 2019, in un segmento nel backstage che coinvolgeva Mike e Maria Kanellis , Eve Torres e Jimmy Hart; usando il megafono di Hart per esclamare "Damn!"
Simmons è apparso anche il 23 gennaio 2023, a Raw is XXX quando Baron Corbin e JBL hanno vinto una partita di poker per vincere soldi, ma poi hanno perso i soldi perché hanno dovuto pagare le loro "tasse". Simmons è quindi apparso, ha scosso la testa e ha detto "Damn!" 

## Vita privata
Nel 2008 è stato impegnato in un percorso di riabilitazione dalla dipendenza da droghe e alcol; a spingerlo con forza a sottoporvisi è stata la WWE, preoccupata dalle sue condizioni durante uno show.

## Personaggio

### Mosse finali
- Dominator (Inverted front powerslam)
- Seminole Slam (spinning side slam)
- Snap scoop powerslam pin - NWA/WCW
- Thrust Spinebuster

### Manager
- The Kat
- Clarence Mason
- The Iron Sheik
- Theodore Long
- Woman
- Sunny
- Dusty Rhodes
- The Jackyl
- Jacqueline

## Titoli e riconoscimenti

### Football americano
- Consensus All-American: 2

1979, 1980
- Numero 50 ritirato dai Florida State Seminoles
- College Football Hall of Fame

### Wresting
- Championship Wrestling from Florida
  - NWA Florida Heavyweight Championship (1)
- Memphis Championship Wrestling
  - MCW Southern Tag Team Championship (1) – con Bradshaw
- Ohio Valley Wrestling
  - OVW Southern Tag Team Championship (1) – con Bradshaw
- Pro Wrestling Illustrated
  - 29º tra i 500 migliori wrestler singoli nella PWI 500 (1991)
  - 20º tra i 500 migliori wrestler singoli nella PWI 500 (1992)
  - 108º  tra i 500 migliori wrestler singoli nella PWI Years (2003)
  - Most Inspirational Wrestler of the Year (1992)
- World Championship Wrestling
  - WCW United States Tag Team Championship (1) – con Big Josh
  - WCW World Heavyweight Championship (1)
  - WCW World Tag Team Championship (1) – con Butch Reed
- World Wrestling Federation/Entertainment
  - WWF Tag Team Championship (3) – con Bradshaw
  - WWE Hall of Fame (classe del 2012)